# Fluorure de fer(III)
Le fluorure de fer(III), ou fluorure ferrique, est un composé chimique de formule FeF3, qui existe également sous forme de deux trihydrates, notés α et β, de formule FeF3·3H2O. La forme anhydre est blanche tandis que l'hydrate est rose pâle. Il s'agit d'un solide hygroscopique paramagnétique thermiquement stable contenant du fer ferrique, c'est-à-dire à l'état d'oxydation +3.
On peut préparer le fluorure de fer(III) anhydre en traitant à peu près tous les composés anhydres du fer avec du fluor F2. De façon plus pratique, on l'obtient en traitant le chlorure correspondant au fluorure d'hydrogène HF :
FeCl3 + 3 HF → FeF3 + 3 HCl.
Il forme un film de passivation au contact du fluorure d'hydrogène avec le fer ou l'acier. Les hydrates cristallisent à partir d'une solution aqueuse d'acide fluorhydrique.
C'est un accepteur de fluorure. Il forme le complexe [FeF4][XeF5] en présence d'hexafluorure de xénon XeF6.
La principale utilisation commerciale du fluorure de fer(III) est la production de céramiques. Certaines réactions de couplage sont catalysées par des composés à base de fluorure de fer(III), de même que l'addition chimiosélective de cyanure à des aldéhydes pour donner des cyanhydrines.